# 石井政一
石井 政一（いしい まさかず / せいいち、1898年（明治31年）2月28日 - 1997年（平成9年）2月24日）は、日本の内務官僚、弁護士。官選福島県知事。

## 経歴
奈良県出身。石井庄太郎の長男として生まれる。第一高等学校を卒業。1922年11月、高等試験行政科試験に合格。1923年、東京帝国大学法学部法律学科を卒業。内務省に入省し京都府属となる。
以後、大阪府監察官、岡山県書記官・警察部長、内務事務官兼内務書記官、内務省土木局港湾課長、同道路課長、大臣官房文書課長、神社局総務課長などを歴任。
1944年4月、福島県知事に就任し終戦を迎えた。1945年10月27日、知事を依願免本官となり退官。1946年1月に公職追放となった。その後、郷里の奈良県で弁護士を開業。奈良県社会福祉協議会長を務めた。1971年、勲二等瑞宝章を受章。